# Torbach (Lieser)
Der Torbach ist ein linker Nebenfluss der Lieser in Kärnten, Österreich.

## Verlauf
Der Torbach entspringt im Seekar in der Ankogelgruppe auf rund 2350 Meter Seehöhe. Er fließt zuerst nach Norden zum Unteren Lanischsee, nimmt dort das Wasser des Abflusses des Oberen Lanischsees auf und wendet sich nach Osten. Nach dem Törbichl stürzt er nordöstlich der Lanisch-Ochsenhütte über mehrere Wasserfälle zur Lieser.
Sein Einzugsgebiet ist das nur im Nordosten offene Seekar und hat eine Fläche von 7,5 Quadratkilometern. Es ist umgeben von Ochsenkopf (2744 m) im Osten, Großen Sonnblick (Malteiner Sonnblick 3030 m) im Süden, Kleinen Hafner (3018 m) im Westen und Kesselspitze (2763 m) im Norden.

## Geologie
Das Einzugsgebiet des Torbachs gehört zum Pöllatal, einem hochalpinen Trogtal in dem es Blockgletscher gibt. Das ganze Gebiet gehört zum Tauernfenster und besteht größtenteils aus vorpermischen Zentralgraniten und Gneisen.

## Wirtschaftliche Nutzung

### Almwirtschaft
Der Großteil der Lanischalm besteht aus unproduktiver Schutt- und Felsregion sowie aus ertragsschwachen primären alpinen Rasen. Diese werden nur extensiv von Jungrindern und Schafen beweidet.

### Wanderwege
Vom Parkplatz Kochlöffelhütte führt ein Weg über die Lanisch-Ochsenhütte und die Lanischseen in die Lanischscharte. Von dort können der Kleine und der Große Hafner (3076 m) erreicht werden.

## Naturschutzgebiet
Das Einzugsgebiet des Torbachs gehört zum Natura-2000-Schutzgebiet Inneres Pöllatal (Listeneintrag). Dieses Europaschutzgebiet wurde 1973 eingerichtet und ist das größte Naturschutzgebiet Kärntens.